# 중원 제일검
중원 제일검(中原 第一劍)은 한국에서 제작된 사병록 감독의 1970년 영화이다. 임해림 등이 주연으로 출연하였고 김태수 등이 제작에 참여하였다.

## 출연

### 주연
- 임해림
- 왕이

## 제작진
- 조명: 이영수
- 미술: 조경환